# Sharky und George
Sharky und George (Originaltitel: Sharky et Georges) ist eine französische Zeichentrickserie, die zwischen 1991 und 1992 produziert wurde.

## Handlung
Die Handlung spielt in der Unterwasserstadt San Franfischko. Dort suchen zwei als Privatdetektiv tätige Fische Sharky und George nach Spuren von Verbrechern, um sich der Kriminalität in der Meeresmetropole zu widersetzen und für Recht und Ordnung zu sorgen.

## Produktion und Veröffentlichung
Die Serie wurde zwischen 1991 und 1992 in Frankreich produziert. Dabei sind 53 Doppelfolgen entstanden. Regie führten Michel Haillard und Jean Cubaud. Am Drehbuch beteiligten sich Michel Haillard und Patrick Regnard. Für die Musik sorgte Philippe Bouvet.
Die deutsche Erstausstrahlung erfolgte am 7. Januar 1995 auf RTL. Weitere Ausstrahlungen erfolgten ebenfalls auf Anixe, K-Toon, Das Vierte und Junior.

## Episodenliste
| Nr. | deutscher Titel                                                       |
| 1   | Austern-Auflauf / Die schwarze Flut                                   |
| 2   | Ich schau dir in die Augen, Sprotte / Stürmische Wallfahrt            |
| 3   | Doktor Aals Wundertrank / Die fette Beute                             |
| 4   | Kampf für die Freiheit / Im Land der galoppierenden Schnecken         |
| 5   | Die Schande der Manege / Clown ohne Gnade                             |
| 6   | Rennbetrug / Spuk im Schloss                                          |
| 7   | Der Plankton-Rausch / Der verlorene Star                              |
| 8   | Erfrischend anders / Die Rolling Butts                                |
| 9   | Ein Hai sieht rot / Alarm in der Tiefe                                |
| 10  | Medaillenfieber / Auf Stimmenfang                                     |
| 11  | Die Perle der Wahrheit / Die Jagd durch die Zeit                      |
| 12  | Steinhart – Beinhart / Die Unsichtbaren                               |
| 13  | Die Riesenpleite / Die Qualle-Falle                                   |
| 14  | Auf Schatzsuche / Die Wutwelle                                        |
| 15  | Das Barracuda-Dreieck / Zauber der Musik                              |
| 16  | Die Jagd nach der heiligen Koralle / Kein Frieden ohne Pfeife         |
| 17  | Flug außer Kontrolle / Versalzt                                       |
| 18  | Der Gangster-Pakt / Ein irre komisches Filmfestival                   |
| 19  | Das Geheimnis des Poseidon-Steins / Im Dienste des Sultans            |
| 20  | Die Gift-Küche / Fauler Zauber                                        |
| 21  | Eiskalt / Der Krieg der Krusties                                      |
| 22  | Außer Rand und Band / Das Ungeheuer von Loch-im-Netz                  |
| 23  | Die Baugangster / Der große Wasserklau                                |
| 24  | Ausgetrickst / Bahnfahrt mit Hindernissen                             |
| 25  | Die Überraschungsnummer / Hochspannung                                |
| 26  | Eine Traumschlacht / Ein dreifach Hoch dem Gangsterjäger              |
| 27  | Heiss und Eis / Völlig verdreht                                       |
| 28  | Gefangen bei den Piranhas / Das große Niesen                          |
| 29  | Küßchen, Küßchen / Die Tiefsee-Ralley                                 |
| 30  | Ein schrecklicher Fehler / Verschüttet                                |
| 31  | Ein teuflischer Trank / Die schwarzen Sterne                          |
| 32  | Der Super-Kopierer / Mein Gott Birne                                  |
| 33  | Krustie Kummer der Pirat / Spieglein Spieglein in der Hand            |
| 34  | Der Filmknüller / Die Makrelische Venus                               |
| 35  | Die Rache der Nervensäge / Schachmatt                                 |
| 36  | Der Freundschaftstag / Der Bombenfisch                                |
| 37  | Der Sand Canyon / Das Gangsterrestaurant                              |
| 38  | Die Kummer Mumie / Der Tempel des Donners                             |
| 39  | Gangsterpech / Die große Fischco Show                                 |
| 40  | Die Galeone des Schreckens / Großer Zirkus in Wild West               |
| 41  | Schlag auf Schlag / Krustie dreht durch                               |
| 42  | Das Gangstergericht / Eine Stadt sieht rot                            |
| 43  | In den Klauen der Urzeit-Monster / Das Geheimnis der schwarzen Pfütze |
| 44  | Sharky schluckt den Köder / Die König-Wartus-Sage                     |
| 45  | Die Rettung des Algenwaldes / Der unheimliche Kristall                |
| 46  | Das Bleichmittel / Die verschwundenen Seemeisen                       |
| 47  | Die Wiederwahl des Sultans / Die Verjüngungsblasen                    |
| 48  | Der Superdünger / Der Angriff der schwimmenden Untertasse             |
| 49  | Wieso gibt’s keine Blasen mehr? / Der Hut-Trick                       |
| 50  | Buckie der Goldmedaillengewinner / Krakalauhea Kra-Wumm               |
| 51  | Sprechendes Plankton / Urlaub mit Hindernissen                        |
| 52  | Ein Hummer mit Liebeskummer / Die Prinzessin und die Perle            |